# Rhacocarpus chlorotus
Rhacocarpus chlorotus är en bladmossart som beskrevs av Theodor Carl Karl Julius Herzog 1916. Rhacocarpus chlorotus ingår i släktet Rhacocarpus och familjen Hedwigiaceae. Inga underarter finns listade i Catalogue of Life.